# Altopiano Azas
L'altopiano Azas (in russo Азас?) è un campo vulcanico rilevato, situato nel meridione della Siberia Orientale, in Russia. Si trova nel territorio della Repubblica di Tuva.

## Geografia
Il rilievo dell'altopiano copre un'area di circa 2 000 km² a sud-ovest del lago Bajkal, a nord del confine con la Mongolia. È conosciuto anche con i nomi di altopiano di Tuva orientale, o altopiano Chamsara-Bijchem (dai nomi dei fiumi Chamsara e Bij Chem). È costituito principalmente da vulcani a scudo, di cui esistono più di una dozzina, da coni di scorie, coni vulcanici, crateri. L'unico stratovulcano, il Šivit-Tajga (2 765 m), è il punto più alto dell'altopiano, i suoi due crateri sommitali un tempo contenevano laghi di lava. Il vulcano a scudo Derbi-Tajga ha un'altezza di 2 652 metri. La superficie dell'altopiano è sezionata da ampie valli che si sono formate nel periodo post-glaciale. Le ultime eruzioni vulcaniche sono attribuite al periodo dell'Olocene; ci sono delle colate laviche ben conservate di quel periodo vicino al fiume Bij-Chem. Le valli dell'Azas sono punteggiate da massi di granito e colate di basalto.